# Philopapposmonument
Das Philopapposmonument ist ein weithin sichtbares Grabmonument auf dem Musenhügel südwestlich der Akropolis von Athen. Es wurde von den Athenern zwischen 114 und 119 n. Chr. zu Ehren des Gaius Iulius Antiochus Epiphanes Philopappus errichtet, eines ins Exil gegangenen Prinzen von Kommagene und Wohltäters der Stadt.
Der Bau aus pentelischem Marmor hatte ursprünglich eine Grundfläche von etwa 9 m × 9 m, allerdings ist er bis auf die Nordfassade eingestürzt. Im 15. Jahrhundert scheint er noch weitgehend unbeschädigt gestanden zu haben, da Cyriacus von Ancona, der zwischen 1412 und 1445 Griechenland bereiste, seine Inschriften überliefert. Der erhaltene Teil des Grabmonumentes zeigt die kopflosen Sitzstatuen des Philopappos (in der Mitte) und seines Vorfahren Antiochos IV. (links), darunter ein Relief mit der Darstellung eines Triumphzuges.

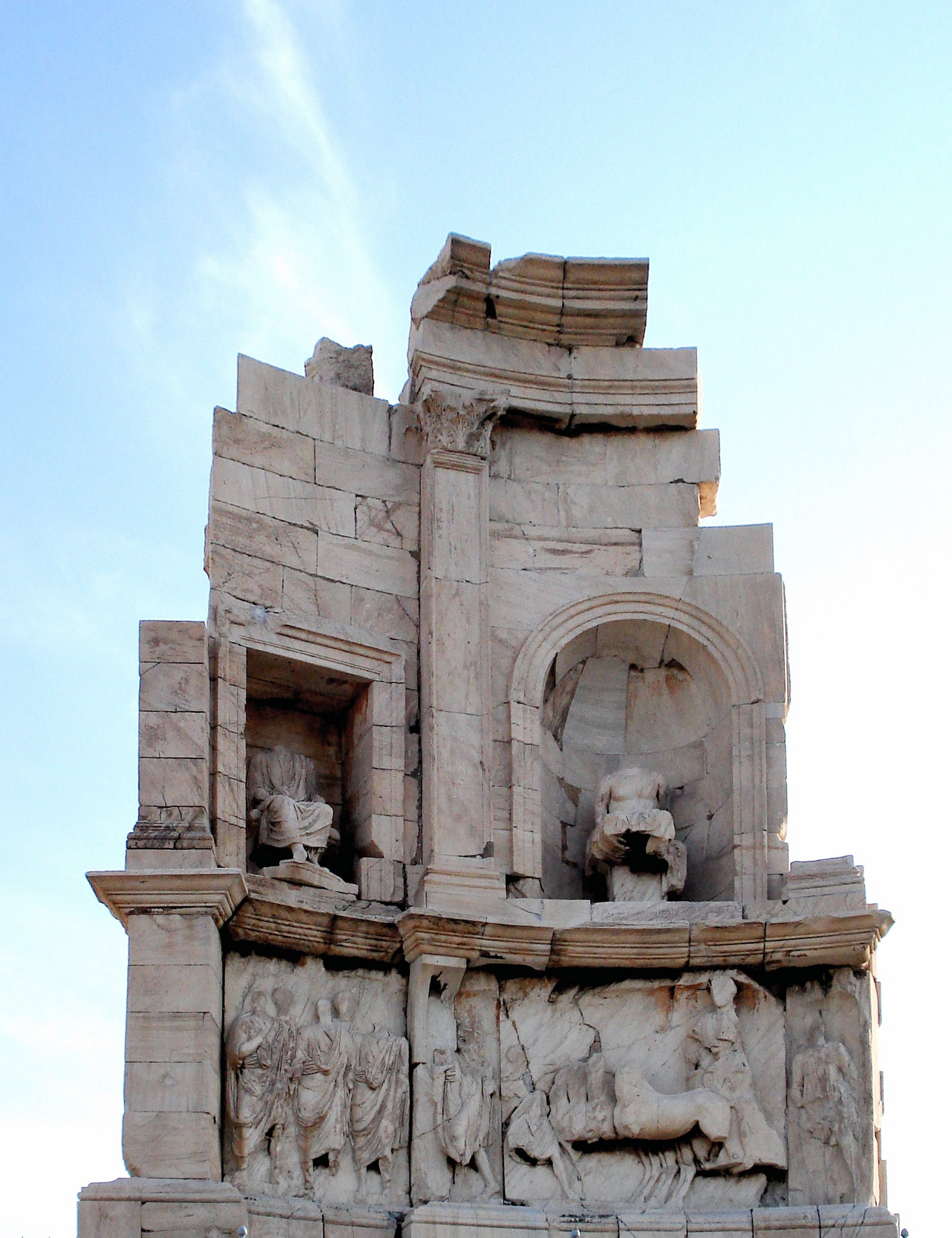
Am Philopapposdenkmal
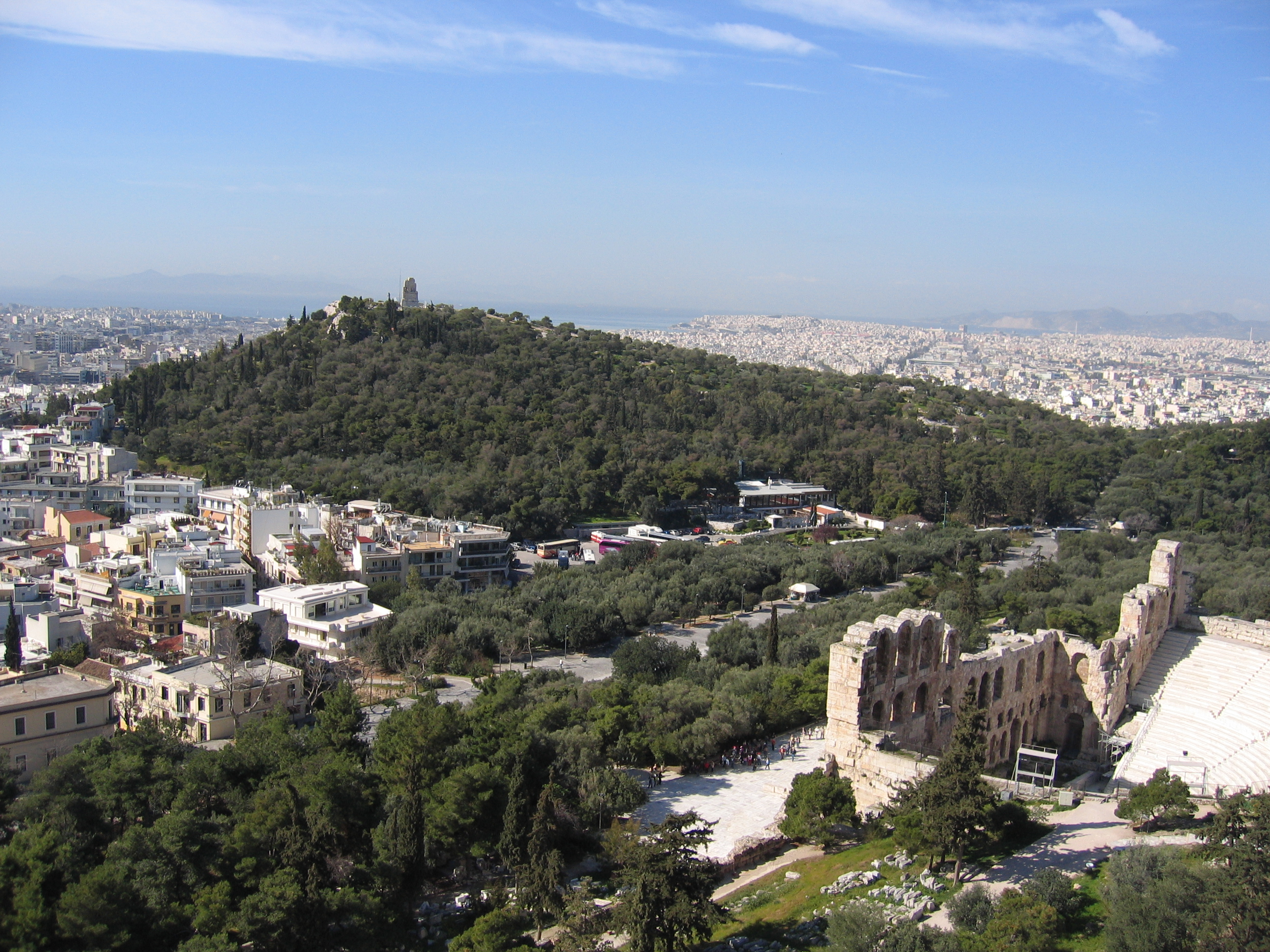
Philopapposdenkmal auf dem Musenhügel
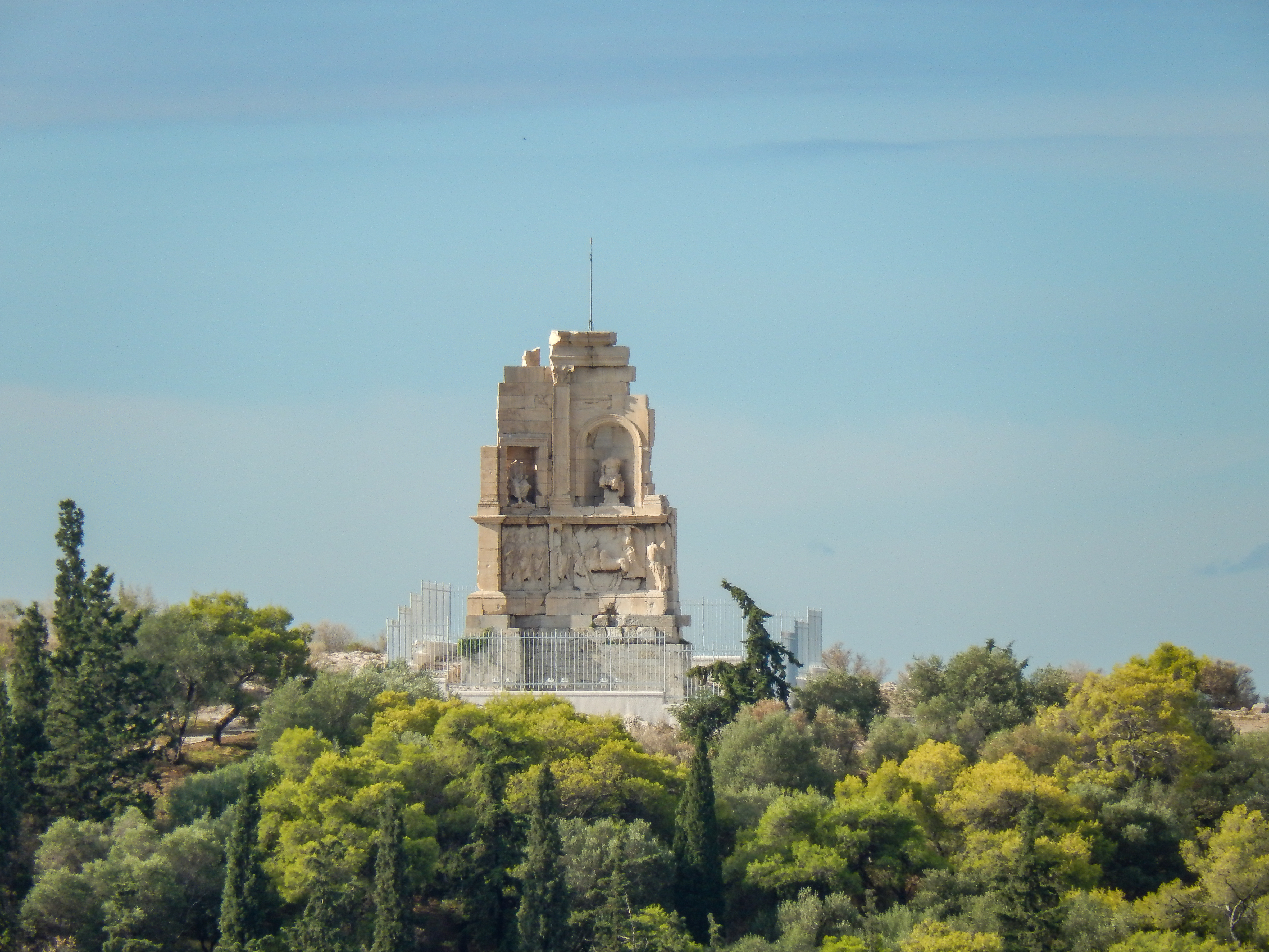
Von der Akropolis